# Gà rán Hàn Quốc

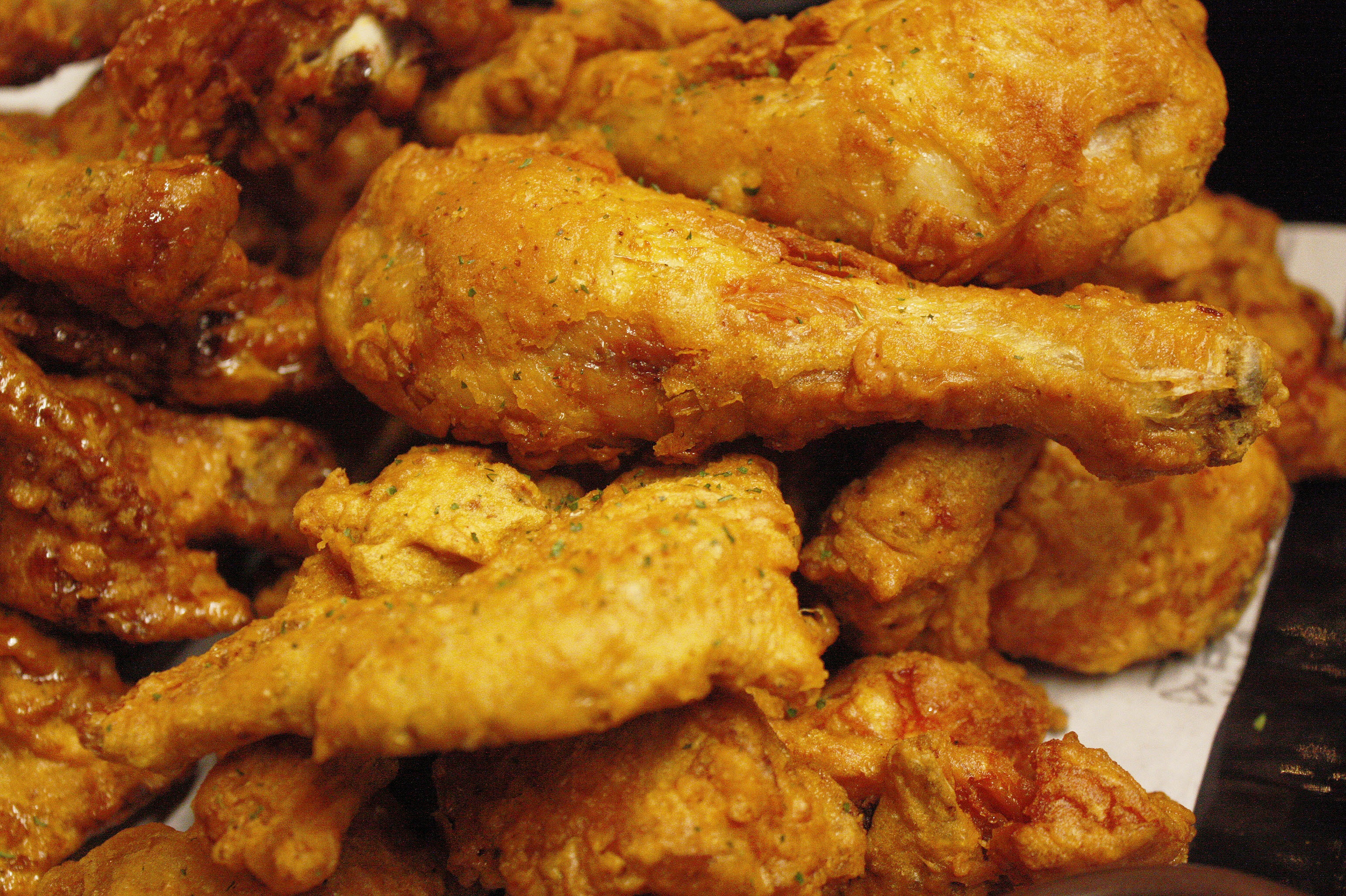
Gà rán Hàn Quốc

Gà rán Hàn Quốc còn gọi là chikin (tiếng Hàn: 치킨) hay Dakgangjeong là một món gà rán có nguồn gốc từ Hàn Quốc. Đây là là món gà rán giòn cùng xốt cay ngọt trong ẩm thực Hàn Quốc, có thể sử dụng bất cứ phần thịt gà nào để chế biến món ăn này. Món gà này hích hợp nhất khi chế biến với phần thịt lườn gà (không có xương), vì nhanh và dễ làm. Món ăn này trở thành một trong những món gà ngon nổi tiếng ở Hàn Quốc.

## Lịch sử
Khái niệm món gà rán ở Hàn Quốc đã bắt đầu trong Chiến tranh Triều Tiên, khi quân đội Hoa Kỳ đóng tại Hàn Quốc vào cuối những năm 1940, và đầu những năm 1950. Theo truyền thống, người Hàn Quốc thường hấp gà để dùng, và các món gà thường ăn với súp và nước dùng. Tuy nhiên, điều này đã thay đổi khi người Mỹ bắt đầu đặt những quầy hàng bán gà rán kiểu Mỹ, tập trung vào bốn khu vực của Seoul, Busan, Pyeongtaek và Songtan. Xu hướng ăn thịt gà hiện đại bắt đầu ở Hàn Quốc vào cuối những năm 1960, khi Trung tâm Myeongdong Yeongyang ở Seoul bắt đầu bán toàn bộ thịt gà được rán trên lò nướng điện.
Thương hiệu gà rán đầu tiên của Hàn Quốc là Lims Chicken, được thành lập năm 1977 tại tầng hầm của cửa hàng bách hóa Shinsegae, Chungmu-ro, Seoul của Yu Seok-ho. Ông Yu nói rằng ý tưởng của mình về việc bán lẻ những con gà rán ở Hàn Quốc đã xuất hiện vào năm 1975 khi anh ta đi du học tại Hoa Kỳ. Ông bắt đầu rán gà ở đó, và nhận được giải thưởng cho việc tạo ra 'gà hầm sâm'. Ông bắt đầu kinh doanh tại Hàn Quốc. Trong những năm gần đây, nhờ vào sự bão hòa thị trường ở Hàn Quốc, nhiều chuỗi gà rán chính của Hàn Quốc như Mexicana Chicken, Genesis BBQ, Chicken Kyochon và Pelicana Chicken đã mở rộng để thiết lập các vị trí mới tại Hoa Kỳ, Trung Quốc và Đông Nam Á.

## Chế biến

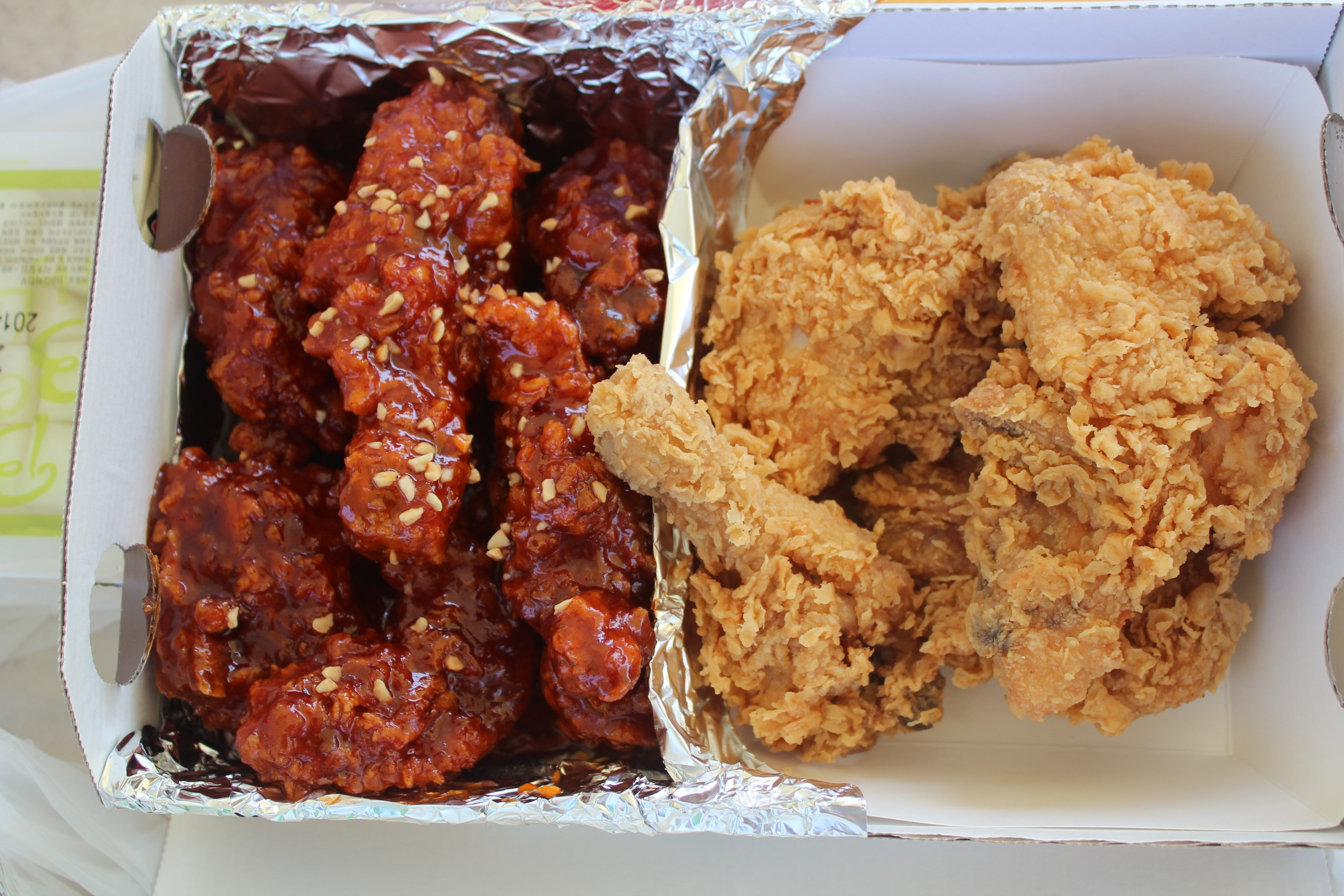
Hai kiểu gà rán Hàn Quốc

Ngâm thịt gà trong sữa ít nhất 2 tiếng đồng hồ, bảo quản trong tủ lạnh. Làm sạch thịt, rửa sạch, để ráo nước, loại bỏ phần mỡ thừa, rồi thái thành miếng. Trộn thịt gà với gia vị muối, hạt tiêu, rượu trắng (nếu không dùng sữa), tỏi và gừng, để ướp khoảng 20-30 phút. Cho tất cả nguyên liệu làm xốt vào chảo, trộn đều, đun đến khi sôi. Sau đó giảm lửa và đun liu riu tới khi xốt sánh lại Cho bột ngô vào bát thịt gà, trộn đều để bột ngô bám kín thịt.
Đổ dầu rán vào chảo, khi dầu nóng thì thả 1/2 số thịt vào rán tới khi thịt chín, chuyển sang màu hơi vàng thì vớt ra để lên giấy thấm dầu. Làm nóng dầu rán, và rán lại thịt tới khi thịt chuyển sang màu vàng nâu (30-40 giây). Làm tương tự với phần thịt còn lại. Làm nóng xốt trên lửa vừa. Cho thịt đã rán xong vào chảo xốt, đảo đều cho xốt bọc kín thịt.